# NN-235
La carretera NN-235 es una vía departamental secundaria que recorre los departamentos de León y Estelí en el norte de Nicaragua. Con una longitud de 16.26 km, se extiende desde el límite municipal entre Santa Rosa del Peñón (departamento de León) y San Nicolás (departamento de Estelí) hasta la comunidad de La Piñuela, en San Nicolás. Fue inaugurada en 2024, optimizando la conectividad rural entre ambos departamentos.

## Trazado y cruces
La siguiente tabla muestra el recorrido de la carretera NN‑235, con sus principales localidades:
| km    | Localidad          | Departamento   | Conexión / Ruta |
| ----- | ------------------ | -------------- | --------------- |
| 0.0   | Límite León–Estelí | (León, Estelí) |                 |
| 16.26 | La Piñuela         | Estelí         |                 |

## Coordenadas
Uno de los tramos de la NN‑235 puede ser encontrado en las coordenadas: 13°14′00″N 86°23′00″O / 13.2333, -86.3833